# Benjamin Hounkpatin
Benjamin Hounkpatin, de son vrai nom Benjamin Ignace Bodounrin Hounkpatin, né le 31 juillet 1974 à Porto-Novo au Bénin, est un homme politique et médecin béninois. Il occupe le poste de Ministre de la santé dans le gouvernement du président Patrice Talon depuis le 5 juin 2018. 

## Biographie

### Formations et études
En 2003 il obtient un Doctorat d’État en médecine à la Faculté des Sciences de la Santé (FSS) de Cotonou suivi d'un Certificat d’Études Spécialisées (CES) de Gynécologie Obstétrique en 2007 au sein de la même faculté. Puis il obtient un Certificat d’auditeur qualité IRCA en 2011. En 2013, il est Maître-assistant de Gynécologie obstétrique (LAFMA) du Conseil africain et malgache pour l'enseignement supérieur (CAMES). En 2016 il est fait  Maître de Conférences Agrégé en Gynécologie Obstétrique (LAFMC) du Conseil africain et malgache pour l'enseignement supérieur (CAMES).

### Carrière professionnelle politique

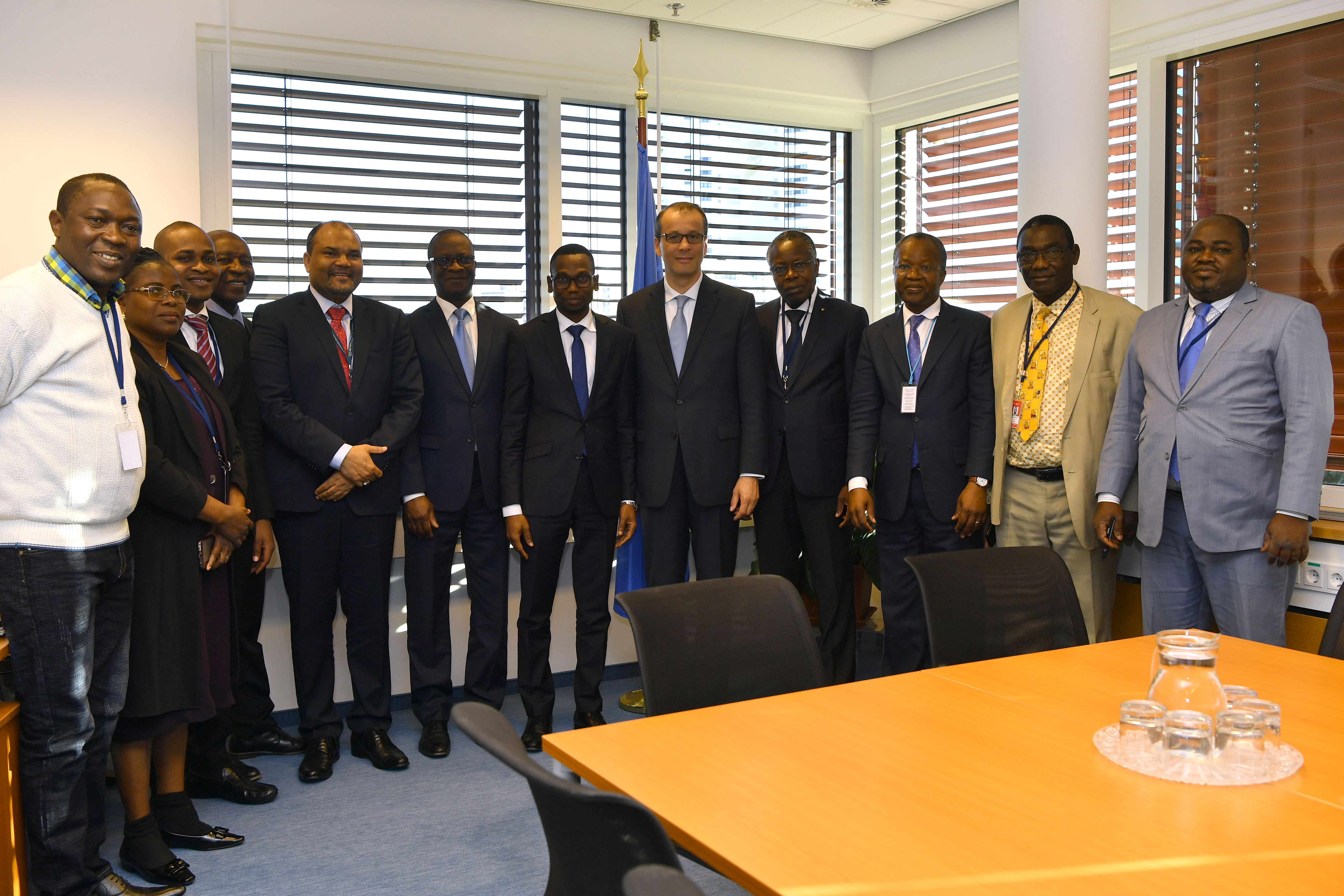
Rencontre bilatérale entre Benjamin A. Hounkpatin, Ministre de la santé de la République du Bénin et Cornel Feruta, directeur général IAEA

Médecin responsable du secteur des urgences et des références/contre-références au Centre hospitalier et universitaire de la mère et de l'enfant lagune de Cotonou (Chu-Mel) de Cotonou en avril 2012, il est aussi coordonnateur du Programme Régional « Santé de la Reproduction et prévention du VIH dans la région de la CEDEAO ». 
Il est membre titulaire de plusieurs sociétés médicales dont le Collège National des Gynécologues Obstétriciens du Bénin (CNGOB) depuis 2014 ; la Société Africaine de Gynécologie Obstétrique (SAGO), la Fédération Internationale des Gynécologues Obstétriciens (FIGO), la Société de Gynécologie et d’Obstétrique du Bénin et du Togo (SGOBT), le Groupe Interafricain d’Étude, de Recherche et d’Application sur la Fertilité (GIERAF) depuis 2011.
Le 5 juin 2018 il est nommé ministre de la Santé dans le troisième gouvernement du Président Patrice Talon en remplacement du ministre Alassane Séido promu Ministre béninois de la Décentralisation et de la Gouvernance locale.

### Vie privée
Il est marié et père de trois enfants.